# Angkor
Angkor – współczesna nazwa stosowana do państwa Khmerów istniejącego w okresie od 802 do 1432 roku, nazywanego również Imperium Angkoru lub Imperium Khmerskim. Nazwa Angkor pochodzi od sanskryckiego słowa nagara – miasto (nagara>nokor>angkor).
Nazwą tą określa się również zabytkowy kompleks miejski pozostały po dawnej stolicy Imperium Khmerskiego. We współczesnym języku khmerskim angkor oznacza „stolicę” albo „święte miasto”.
Imperium Khmerskie uważane jest za kontynuację Funanu (I wiek p.n.e. – VI wiek n.e.) i późniejszego królestwa Czenli (VII – VIII wiek), wcześniejszych państw istniejących na terenie Indochin w rejonie dolnego biegu Mekongu, i jest oficjalnie uznawane za państwo, z którego ukonstytuowało się dzisiejsze Królestwo Kambodży.
Kompleks zabytków Angkor tworzy duża liczba kamiennych budowli (miasta, zespoły świątynne, współczesny park archeologiczny) oraz tereny leśne i zbiorniki wodne, obejmujące obszar ponad 400 km², położony na północ od jeziora Tonle Sap, kilka kilometrów od Siem Reap w Kambodży.
Kompleks Angkor wpisany jest na listę światowego dziedzictwa kultury UNESCO i jest uważany za największe miasto na świecie w okresie sprzed rewolucji przemysłowej. Szacuje się, że zamieszkiwało go około miliona mieszkańców.

## Historia
Okres angkorski w historii Kambodży zaczyna się na przełomie VIII i IX w. n.e. od wyzwolenia kraju spod panowania najeźdźców z Jawy. W drugiej połowie VIII w. wschodnie Indochiny zostały najechane przez Jawajczyków, Czenla – położone w dolnym biegu Mekongu państwo Khmerów – zostało podporządkowane władzy jawajskiej dynastii Sailendra.
Według inskrypcji Sdok Kak Thom z 1053 r. wyzwoliciel – Dżajawarman II – przybył z miejsca określonego nazwą Javâ (według współczesnych historyków nie musi to być wyspa Jawa), wyparł okupantów i w 802 r. na górze Mahendra (obecnie Phnom Kulen) ogłosił się cakravarti – „król wszechwładny”, a więc niezależny od dotychczasowych zwierzchników z Jawy. Przeprowadzona przy tym ceremonia religijna ustanawiała jednocześnie kult devarāja – „boga-króla”. Dżajawarman II znany jest z tego, że kilkakrotnie przenosił swoją stolicę. Ostatecznie została nią Hariharalaya (obecnie Roluos) leżąca 13 km na wschód od Siem Reap.
Panujący w latach 889-900 Jaszowarman I przeniósł stolicę do Jaszodharapury (obecnie Phnom Bakheng), położonej ok. 7 km na północ od Siem Reap. Na początku XII w. król Surjawarman II zbudował w pobliżu świątynię Angkor Wat, będącą prawdopodobnie świątynią pośmiertną dla niego i jego przodków.
Po śmierci Surjawarmana II nastąpił okres wojen domowych zakończonych w 1181 r. koronacją zwycięzcy – Dżajawarmana VII. Nowy król rozszerzył swoje panowanie na większą część Indochin, od Morza Południowochińskiego do zachodnich wybrzeży półwyspu. Stolica została rozbudowana do niebywałych rozmiarów. Powstało otoczone murem miasto Angkor Thom oraz świątynie: Bajon, Ta Prohm, Preah Khan. Pochodząca z końca X w. świątynia-piramida Phimeanakas została przebudowana na pałac królewski, a przed nią zostały wybudowane monumentalne tarasy, przeznaczone do uroczystości państwowych.
Za rządów Dżajawarmana VII państwo khmerskie przeżywało okres największego rozkwitu. Dżajawarman VII kilometr od Angkor Wat założył nowe miasto – Angkor Thom, które zostało stolicą państwa. Po jego śmierci państwo stopniowo słabło. Pod koniec XIII w. na zachód od Angkoru zaczęli tworzyć swoje państwo Tajowie, wyparci z Junnanu przez zagony cesarza Kubilaja. W 1432 r., po najeździe tajskim, stolica państwa Khmerów została przeniesiona w okolicę dzisiejszego Phnom Penh. Datę tę uważa się za kończącą angkorski okres historii Kambodży.
Miasto Angkor, mimo że nie odgrywa już żadnej roli politycznej, nie wyludniło się. Europejska legenda o zaginionym, zarośniętym dżunglą mieście nie jest tylko legendą. Świadczą o tym pochodzące z późniejszych okresów reliefy, inskrypcje i inne elementy zabytków Angkoru, a także relacje docierających w te strony podróżników. W 1586 r. do Angkor dotarł kapucyn Antonio da Magdalena, a niedługo po nim inni portugalscy misjonarze: Marcello de Ribadeneyra, Gabriel de San Antonio, Antonio Dorta, Luys de Fonseca. Przypuszczali, że miasto mogło być dziełem Aleksandra Wielkiego lub spuścizną imperium rzymskiego.
W drugiej połowie XIX w., po sensacyjnej relacji Henri Mouhota, Indochiny opanowała gorączka poszukiwaczy skarbów. Wiele bezcennych zabytków wywieziono, a wiele też zdewastowano i bezpowrotnie zniszczono.
Bardziej cywilizowany okres eksploatacji skarbów Angkoru nastąpił po rozpoczęciu działalności przez Francuską Szkołę Dalekiego Wschodu (EFEO). Prace badawcze i konserwatorskie prowadzone są od początku XX w. do chwili obecnej. W konserwacji brały udział również polskie Pracownie Konserwacji Zabytków (świątynia Bajon). W czasie rządów Czerwonych Khmerów prace zostały wstrzymane, cudzoziemscy konserwatorzy wyrzuceni, a część dokumentacji zniszczona. Po upadku reżimu archeologowie stanęli przed zadaniem poukładania największych puzzli świata – budowli uprzednio rozebranych dla umożliwienia innych prac.
W roku 2011 podczas prac renowacyjnych odkryto na terenie świątyni Ta Prohm dwa kamienne posągi Buddy. Mają znaczne rozmiary, ale są uszkodzone i nie mają głów. Większy z posągów miałby wraz z głową ok. 3 metry wysokości. Posągi pochodzą zapewne z XII wieku i są największym odkryciem tego typu na tym stanowisku od lat 30. XX wieku.

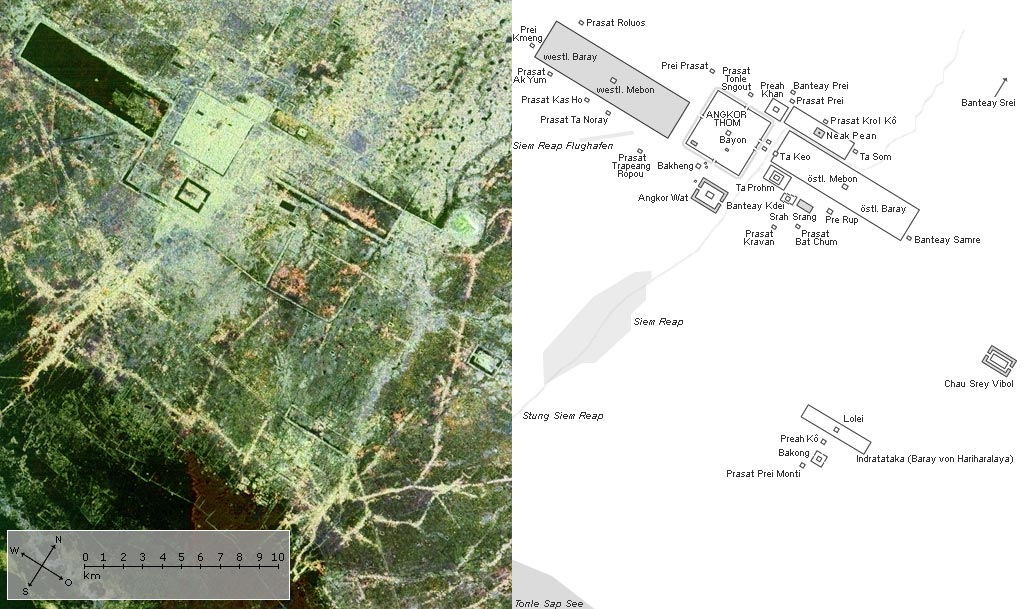
Zdjęcie satelitarne z mapą ważniejszych budowli i okolic

## Królowie dynastii Angkorskiej
- Dżajawarman II (802-850) Nazywany pośmiertnie: Parameśwara
- Dżajawarman III (854-877) Syn poprzedniego. Nazywany pośmiertnie: Wisznuloka
- Indrawarman I (877-889) Bratanek Dżajawarmana. Nazywany pośmiertnie: Iszawaraloka
- Jaszowarman I (889-910) Syn poprzedniego. Nazywany pośmiertnie: Paramaśiwaloka
- Harszawarman I (910-922) Syn poprzedniego. Nazywany pośmiertnie: Rudaloka
- Iszanawarman II (925) Brat poprzedniego. Nazywany pośmiertnie: Paramaudaloka
- Dżajawarman IV (928-942[7]) Szwagier Jaszowarmana. Nazywany pośmiertnie: Paramaśiwapada
- Harszawarman II (942-944) Syn poprzedniego. Nazywany pośmiertnie: Brahmaloka
- Radżendrawarman II (944-968) Zięć Dżajawarmana IV. Nazywany pośmiertnie: Śiwaloka
- Dżajawarman V (968-1001) Syn poprzedniego. Nazywany pośmiertnie: Paramawiraloka
- Udajaditjawarman I (1001–1002) Bratanek poprzedniego.
- Dżajawirawarman (1002)
- Surjawarman I (1002–1049) Samozwaniec. Nazywany pośmiertnie: Paramanirwanapada
- Udajaditjawarman II (1049–1065) Młodszy bratanek poprzedniego.
- Harszawarman III (1065–1080) Brat poprzedniego. Nazywany pośmiertnie: Sadaśiwapada
- Dżajawarman VI (1080–1107) Samozwaniec. Nazywany pośmiertnie: Paramakaiwaljapada
- Dharanindrawarman I (1107–1112) Brat poprzedniego. Nazywany pośmiertnie: Paramaniszkalapada
- Surjawarman II (1112–1145 (?)) Młodszy bratanek poprzedniego. Nazywany pośmiertnie: Paramawisznuloka
- Dharanindrawarman II (do 1152) Młodszy bratanek Dżajawarmana VI.
- Jaszowarman II (do 1160) Ojciec poprzedniego
- Tribhuwanaditjawarman (1160–1177) Samozwaniec
- Bezkrólewie 1177–1181
- Dżajawarman VII (1181– ok. 1210) Syn Dhaaranindrawarmana. Nazywany pośmiertnie: Maha Paramasznagatapada
- Indrawarman II (1210–1243) Syn poprzedniego.
- Dżajawarman VIII (1243–1295) Nazywany pośmiertnie: Parameśwarapada
- Indrawarman III (1295–1307) Spokrewniony z poprzednim.
- Indradżajawarman (1307–1327)
- Dżajawarman Parameśwara (XIV w.)

Ciągłość dynastii angkorskiej deklarują wszyscy późniejsi królowie Kambodży, łącznie z obecnie panującym królem J.W. Norodomem Sihamoni

## Legendarne pochodzenie Imperium
Legendarny rodowód Imperium Khmerskiego wywodzi się z historii o hinduskim księciu Preah Thongu, który został wygnany z Delhi przez swojego ojca. Objawiła mu się kobieta-wąż, córka króla węży Nagaradży i oczarowała go swoim swawolnym tańcem na piaszczystym brzegu. Preah Thong pojął ją za żonę, zaś Nagaradża podarował im nowy ląd, który wynurzył się z wody, by tam mogli założyć królestwo i zbudować świątynie. Ląd nazwany został Kambudżą.
Inna wersja tej legendy, pochodząca z inskrypcji odkrytej w Mỹ Sơn w Wietnamie, mówi, że nie był to książę lecz bramin Kaundinya, który poślubił nagę Somę, by dokończyć niezbędnego rytuału pozwalającego dostąpić mu świętości. Rzucił potem magiczną włócznią, a w miejscu, gdzie upadła, założył stolicę, w której jego księżycowy ród – Somavamsa – miał rządzić.
Mniej znana tradycja, wywodzi Khmerów ze związku maharadży Kambu z apsarą Merą. Zjednoczenie tych dwóch istot miało symbolizować założenie dwóch wielki ras: Suriavamsa – rodu słonecznego – oraz Somavamsa – rodu księżycowego. Warto również zwrócić uwagę, że synowie Kambu w języku khmerskim to Kambudża.

## Religia

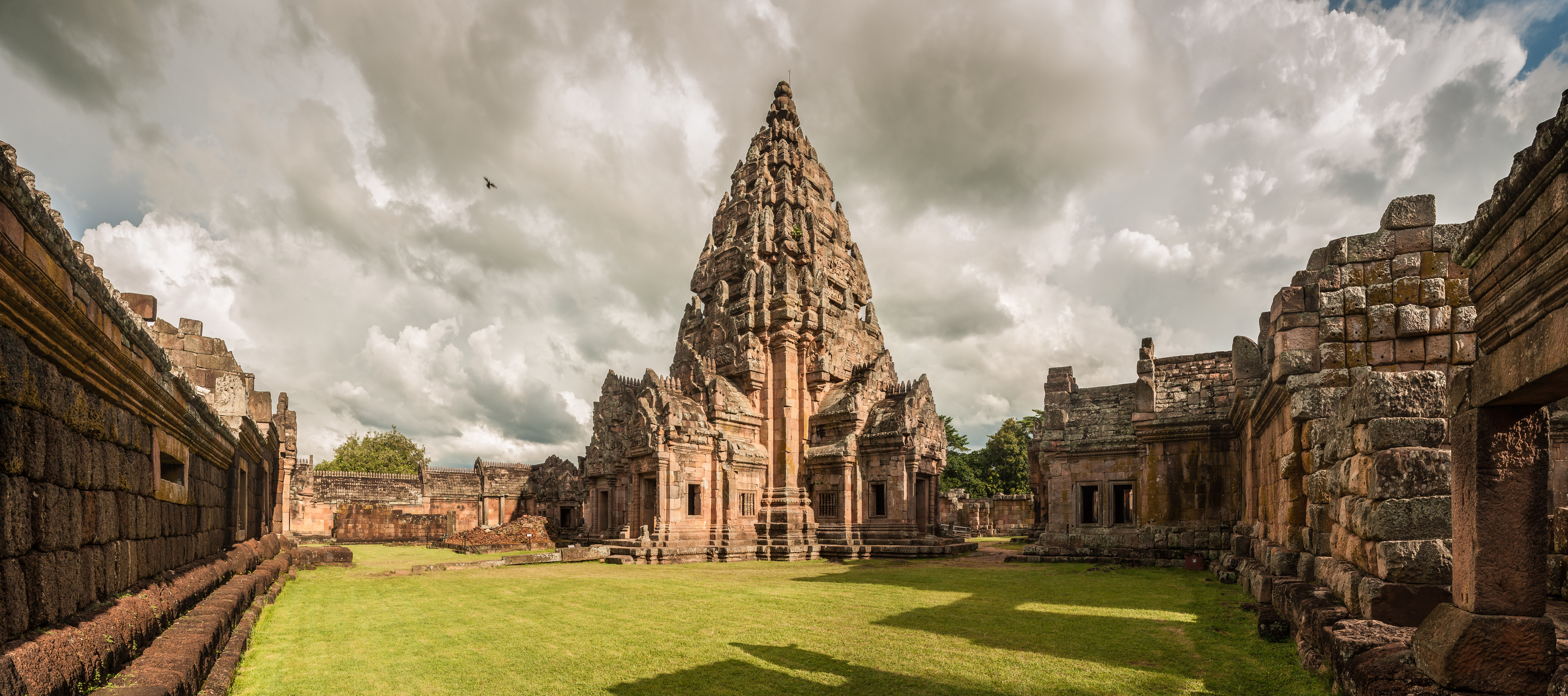
Ruiny khmerskiej świątyni Phanom Rung w północno-wschodniej Tajlandii

Historia religii w starożytnej Kambodży charakteryzuje się od swoich początków trwałym synkretyzmem. Od czasów Funanu aż po XVII w. dwie wielkie religie Półwyspu Indyjskiego – braminizm i buddyzm – funkcjonowały w tym państwie na równorzędnych prawach. Przywiezione do Indochin najpóźniej w początkach naszej ery, znajdują równoczesne odzwierciedlenie w angkorskiej architekturze i epigrafii.
Królowie Khmerscy zazwyczaj okazywali niespotykaną nigdzie indziej tolerancję religijną, pozwalając swoim poddanym na praktykowania obydwu religii.
Najstarsze zabytki archeologiczne Angkoru mają charakter buddyjski. Sugerowałoby to, że buddyzm poprzedzał braminizm. Należy jednak zaznaczyć, że był to buddyzm Małej Drogi (hinajana). Mahajana – buddyzm Wielkiej Drogi – nie był bowiem popularnym kultem przed VII w. Dopiero w okresie angkorskim mahajana stała się popularnie wyznawanym kultem, równolegle z braminizmem, który ostatecznie zdeterminował religię Angkoru.
Pod koniec IX w., w okresie panowania Dżajawarmana II, ustanowiony został nowy kult, kontynuowany aż do schyłku Imperium. Był to kult Dewaradży – Króla-Boga – boskiego namiestnika władającego ziemią. Charakterystycznym elementem tego kultu są linga, związane z biofilnym aspektem Śiwy. Ten swoisty przywilej apoteozy nadawany był nie tylko królom, ale również członkom wysokich rodów. Pośmiertnie przyznawane imiona miały wskazywać boskie pochodzenie zmarłego władcy – każde bowiem związane było z jednym z bogów panteonu hinduskiego.
Również w tym aspekcie mamy do czynienia z charakterystycznym dla Angkoru synkretyzmem. Dżajawarman VII, który był wyznawcą buddyzmu, nie chcąc zakłócać ciągłości kultu Dewaradży, wprowadził kult Króla-Buddy – innymi słowy króla, będącego inkarnacją (wcieleniem) Buddy. Znalazło to odbicie w zabytkach. W centralnej świątyni Angkor Thom, Bajon, rozkazał wznieść na szczycie murów pomniki o czterech obliczach (element charakterystyczny dla hinduizmu), które jednakże wyobrażały twarz Dżajawarmana – Buddy.

## Zabytki Angkoru

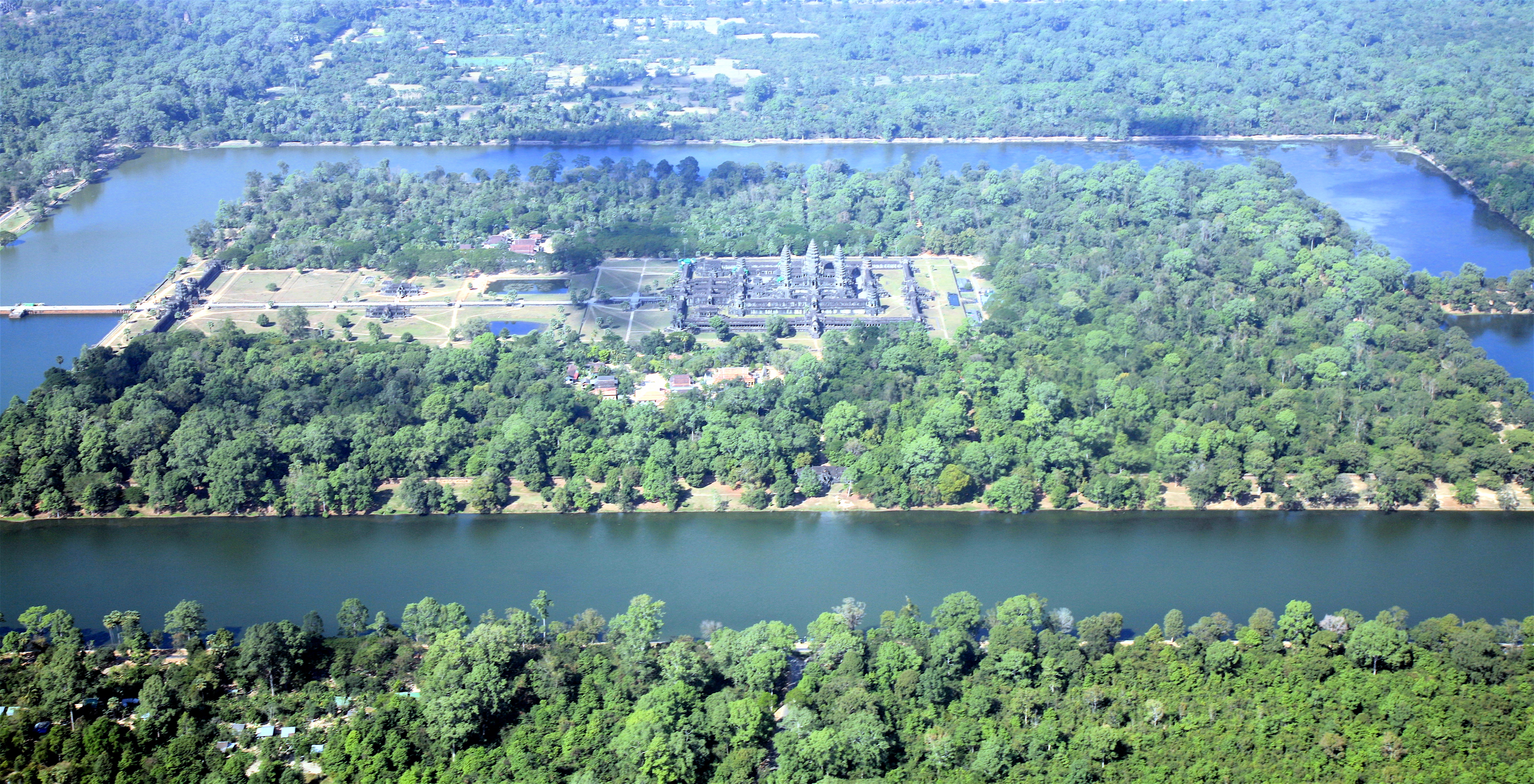
Widok z lotu ptaka na świątynię Angkor Wat

Angkor Thom ~ Angkor Wat ~ Baksei Chamkrong ~ Banteay Kdei ~ Banteay Samre ~ Banteay Srei ~ Baphuon ~ Bajon ~ Chau Say Tevoda ~ Wschodni Baray ~ Wschodni Mebon ~ Kbal Spean ~ Khleang ~ Krol Ko ~ Lolei ~ Neak Pean ~ Phimeanakas ~ Phnom Bakheng ~ Phnom Krom ~ Prasat Ak Yum ~ Prasat Kravan ~ Preah Khan ~ Preah Ko ~ Preah Palilay ~ Preah Pithu ~ Pre Rup ~ Spean Thma ~ Srah Srang ~ Ta Prohm ~ Ta Som ~ Ta Keo ~ Taras Słoni ~ Taras Trędowatego Króla ~ Thommanon ~ Zachodni Baray ~ Zachodni Mebon